# Relais 4 × 100 mètres masculin aux Jeux olympiques d'été de 1984 (athlétisme)
Navigation
Moscou 1980 Séoul 1988
L'épreuve du relais 4 × 100 mètres masculin aux Jeux olympiques de 1984 s'est déroulée les 10 et 11 août 1984 au Memorial Coliseum de Los Angeles, aux États-Unis. Elle est remportée par l'équipe États-Unis (Sam Graddy, Ron Brown, Calvin Smith et Carl Lewis) qui établit un nouveau record du monde en 37 s 83.

## Résultats

### Finale
| Rang               | Athlète                                                                 | Pays                 | Temps   | Note |
| ------------------ | ----------------------------------------------------------------------- | -------------------- | ------- | ---- |
| Médaille d'or      | Sam Graddy Ron Brown Calvin Smith Carl Lewis                            | États-Unis           | 37 s 83 | WR   |
| Médaille d'argent  | Albert Lawrence Greg Meghoo Don Quarrie Raymond Stewart                 | Jamaïque             | 38 s 62 |      |
| Médaille de bronze | Ben Johnson Tony Sharpe Desai Williams Sterling Hinds                   | Canada               | 38 s 70 |      |
| 4                  | Antonio Ullo Giovanni Bongiorni Stefano Tilli Pietro Mennea             | Italie               | 38 s 87 |      |
| 5                  | Jürgen Koffler Peter Klein Jürgen Evers Ralf Lübke                      | Allemagne de l'Ouest | 38 s 99 |      |
| 6                  | Antoine Richard Jean-Jacques Boussemart Marc Gasparoni Bruno Marie-Rose | France               | 39 s 10 |      |
| 7                  | Daley Thompson Donovan Reid Michael McFarlane Allan Wells               | Royaume-Uni          | 39 s 13 |      |
| 8                  | Arnaldo da Silva Nelson Rocha dos Santos Katsuhiko Nakaya Paulo Correia | Brésil               | 39 s 40 |      |

## Légende
Records et Performances
- AR : Record continental (area record)
- CR : Record des championnats (championship record)
- MR : Record du meeting (meet record)
- NR : Record national (national record)
- OR : Record olympique (olympic record)
- PR : Record paralympique (paralympic record)
- PB : Record personnel (personal best)
- SB : Meilleure performance personnelle de la saison (season's best)
- WL : Meilleure performance mondiale de l'année (world leader)
- WJR : Record du monde junior (world junior record)
- WR : Record du monde (world record)

Circonstances et Conditions
- DNF : N'a pas terminé (did not finish)
- DNS : N'a pas pris le départ (did not start)
- DQ : Disqualification (disqualification)
- NM : Aucun essai valable enregistré (No Mark)
- Q : Qualifié « directement » au prochain tour (ou à la prochaine compétition), lors d'une compétition majeure, grâce au classement ou à la réalisation des minima (automatic qualifier)
- q : Qualifié au prochain tour (ou à la prochaine compétition), lors d'une compétition majeure, grâce au repêchage ou à la réalisation de l'une des meilleures performances parmi celles des « non qualifiés directement » (grâce au meilleur temps ou à la meilleure distance par exemple) (secondary qualifier)